# 大島文彦

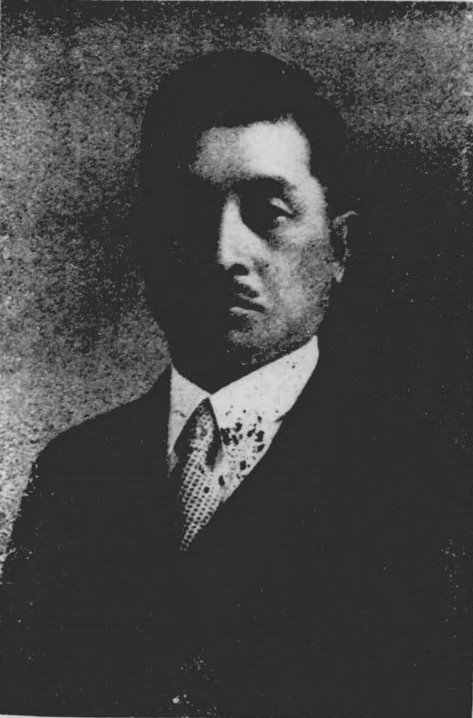
大島 文彦

大島 文彦（おおしま ふみひこ、1886年〈明治19年〉11月10日 - 没年不明）は、大正から昭和時代前期の政治家。宮崎県延岡市長。

## 経歴
大分県大分郡竹中村（現・大分市竹中）出身。1909年（明治42年）10月、裁判所書記試験及第。1911年（明治44年）3月、大分県属となる。
1920年（大正9年）7月に宮崎県属に転じ、1923年（大正12年）3月に同県宮崎郡長、1924年（大正13年）8月に同県児湯郡長を経て、1926年（大正15年）7月、地方事務官に任官する。同年10月より大分市助役を3期務め、1937年（昭和12年）4月、延岡市助役に転じ、同年9月に同市市長に就任した。